# Dichloracetaldehyd
Dichloracetaldehyd ist eine chemische Verbindung aus der Gruppe der Aldehyde. Er ist neben dem Monochloracetaldehyd und Trichloracetaldehyd einer der drei möglichen chlorierten Acetaldehyde.

## Gewinnung und Darstellung
Dichloracetaldehyd kann durch Chlorierung von Acetaldehyd oder Paraldehyd gewonnen werden. Die Hypochlorierung von 1,2-Dichlorethylen mittels Chlor und Wasser liefert reinen Dichloracetaldehyd.

## Eigenschaften
Dichloracetaldehyd ist eine leicht flüchtige, Flüssigkeit, die in Wasser unter Hydratbildung leicht löslich ist. In Wasser wird ein auch als Monohydrat bezeichnetes Diol, chemisch 2,2-Dichlor-1,1-ethandiol, gebildet. Diese Verbindung bildet farblose Kristalle, die zwischen 35 und 50 °C schmelzen und bei 85 bis 95 °C sieden.
Die Verbindung zersetzt sich bei Erhitzung. In Gegenwart von Lewis-Säuren wie Antimontrichlorid, Eisen(III)-chlorid, Aluminiumtrichlorid, Zinn(IV)-chlorid oder Bortrifluorid kann das Trimere Hexachlorparaldehyd (2,4,6-Tris(dichlormethyl)-1,3,5-trioxan) erhalten werden. Das Trimer bildet farblose Kristalle, die bei 131–132 °C schmelzen. Am Siedepunkt bei 210–220 °C erfolgt eine langsame Rückbildung von Dichloracetaldehyd.

## Verwendung
Dichloracetaldehyd wird zur Produktion von anderen chemischen Verbindungen wie Mitotan verwendet. Die Kondensation mit Chlorbenzol ergibt p,p′-Dichlor-1,1-diphenyl-2,2-dichlorethan, welches früher als Insektizid verwendet wurde.

## Sicherheitshinweise
Die Dämpfe von Dichloracetaldehyd können mit Luft ein explosionsfähiges Gemisch (Flammpunkt 60 °C) bilden.